# پیسز
پیسز (به لاتین: Pisz) یک شهر و گمینا در لهستان است که در گمینا پیش واقع شده‌است. پیسز ۱۰٫۰۸ کیلومتر مربع مساحت و ۱۹٬۴۶۶ نفر جمعیت دارد.